# Ши Хуэй
Ши Хуэй (кит. 石挥; 2 марта 1915, Тяньцзин — 11 ноября 1957, Шанхай, КНР) — китайский актёр театра и кино, режиссёр и сценарист. Внесен в число «Лучших актёров за сто лет китайского кино».

## Биография
Родился в бедной семье, переехал в Шанхай, чтобы зарабатывать на жизнь до окончания школы, работал проводником поезда, работником в кабинете дантиста и продавцом в столовой кинотеатра.
После прибытия в Шанхай в 1937 году выступал в драматических коллективах, таких как Китайская труппа передвижного театра, Шанхайский клуб театрального искусства, Шанхайская профессиональная театральная труппа, Театральная труппа Куган и Китайский драматический клуб. Поставил как режиссёр более десяти пьес.
Автор сценария драмы «Восстание в Юньнане», поставил пьесу «Шерлок Холмс» и другие, был назван «императором драмы».
В киноиндустрии — в 1941 года. Его первым фильмом был «Пейзаж в трудные времена», который был снят кинокомпанией Jinxing Film Company. С 1947 по 1951 год работал в кинокомпании Wenhua Film Company. За этот период снялся в 12 кинофильмах и выступил, как режиссёр трёх фильмов. Среди них «Моя жизнь (фильм, 1950)», работа, написанная, снятая и сыгранная им на основе оригинальной повести Лао Шэ. Этот фильм стал самым кассовым фильмом в Китае в 1950 году. В 1955 году фильм получил вторую премию в номинации за лучший фильм Министерства культуры Китайской Народной Республики.
Среди работ Ши Хуэя: «Фальшивый Феникс», «Да здравствует моя жена», «Средний возраст в печали», «Письмо, написанное куриным пером», «Лю Хулань» и другие.
После 1949 года подвергался критике, как было сказано, за то, что он неправильно «изображает Народно-освободительную армию Китая» в фильме «Гуань Ляньчан».
После 1953 года работал на Шанхайской киностудии. В 1955 году Ши Хуэй снял фильм об оперном искусстве «Спаривание бессмертных», который тепло встреченный публикой. В 1957 году его фильм «Ночное путешествие по морю тумана», в котором он также снялся, снова подвергся критике, в том же году был причислен к «правым».
В ноябре 1957 года Ши Хуэй покончил жизнь самоубийством, бросившись в море с борта пассажирского теплохода «Демократия № 3», снимавшего киноленту «Ночное путешествие по морю тумана».

## Избранная фильмография
- Дети мира (1941)
- Смутные времена (1941)
- Ложный Феникс (1947)
- Солнечные дни (1948)
- Ночной клуб (1947)
- Да здравствует моя жена (1947)
- Печали и радости среднего возраста (1949)
- Коррозия (1949)
- Моя жизнь (1950)
- Тайпин Весна (1950)
- Гуань Ляньчан (1951)
- Окно в Америку (1952)
- Сун Цзинши (1955)
- Долгая любовь и глубокая дружба (1957)

## Избранные сценарии
- Мать (1949)
- Командир взвода Гуань (1951)
- Ночное путешествие по морю тумана (1957)

## Избранные режиссерские работы
- Моя жизнь (1950)
- Командир взвода Гуань (1951)
- Письмо, написанное куриным пером (1954)
- Ночное путешествие по морю тумана (1957)

## Награды
- В 1954 году фильм Ши Хуэя «Письмо, написанное куриным пером» получил приз Эдинбургского международного кинофестиваля и стал первым китайским детским художественным фильмом, получившим международную награду.
- В 1955 году фильм «Моя жизнь» получил вторую премию в номинации за лучший фильм Министерства культуры Китайской Народной Республики.